# Miconia insularis
Miconia insularis är en tvåhjärtbladig växtart som beskrevs av Henry Allan Gleason. Miconia insularis ingår i släktet Miconia och familjen Melastomataceae. Inga underarter finns listade i Catalogue of Life.